# Rima Samman
Rima Samman est une artiste pluridisciplinaire, cinéaste, photographe, actrice, productrice et enseignante franco-libanaise. Son travail mêle photographie, coloration, écriture et cinéma, dans une approche hybride et multiculturelle, intime et personnelle.
Ses films sont préachetés à la télé, sélectionnés et primés dans les festivals. Elle est l’autrice des ouvrages de photos L’amour se porte autour du cou, avec un texte de Sylvain Prudhomme, publié en 2020 chez Filigranes Éditions, et de Le bonheur tue avec un texte de Jean-Yves Jouannais, publié en 2025 chez Filigranes Éditions. Les deux séries figurent dans les fonds d’institutions comme la BNF (site Richelieu) et la Fondazione Orestiadi (Sicile). Elle est exposée en galeries, dans les festivals et les foires de photos et d’art contemporain en France et à l’étranger.
Biographie
Rima Samman obtient son diplôme d’orthoptie à la Faculté de Médecine Pierre et Marie Curie, puis interrompt sa thèse en sociolinguistique arabe à l’université Sorbonne Nouvelle pour se lancer dans le cinéma.
Elle travaille d’abord sur des films d’auteurs comme Eyal Sivan, Bruno Dumont et Ziad Doueiri avant de se consacrer à ses propres films.
En 2011, elle cofonde Filigranes Films avec Patrick Le Bescont et Jacques Borgetto, et devient directrice artistique de la collection Photographes de notre temps.
De 2014 à 2017, elle est membre de la commission de programmation de l’ACID Cannes (Association du cinéma indépendant pour sa diffusion). De 2006 à 2023 elle enseigne à l’INALCO (Institut National des Langues et Civilisations Orientales - Paris). Elle a longtemps adapté des dialogues et coaché en arabe des actrices et des acteurs, notamment Tahar Rahim.
Œuvres et projets
Films
Dans le cœur une hirondelle, LM, (2024) (sélectionné dans une bonne vingtaine de festivals dans une quinzaine de pays, primé à deux reprises)
Suzanne Tarasiève, vocation galeriste, MM, (2016)
In the Mood of Desire, CM (2014)
Rien que le bruit de la mère, CM, (2011)
L’Angleterre contre l’Argentine, CM, (2010)
Venise n’est pas Mexico, MM, (2009)
Hier encore, MM, (2006)
Carla, CM, (2001)
Crème et crémaillère, CM, (1999)
Projets en cours
- Pas de     tristesse (long métrage en développement)
- L’humeur     est humaine, série de photos en développement)

Photographie
- Le     bonheur tue (livre, série exposée     internationalement).
- L’amour     se porte autour du cou (livre, série exposée     internationalement, 2020).

Expositions (sélection)
- 2025 :     Galerie Vu’
- 2025     : Solo show Centre Culturel Saint-Cyprien, Toulouse[3].
- 2020 : Solo     show Galerie Regard Sud (Biennale de Lyon)[4].
- 2019 :     Stimultania, Réseau Diagonal
- 2021 :     Paris Photo
- 2020 :     UNSEEN [3]
- 2020     : Festival Portrait(s), Vichy[3].

Collections publiques
- Bibliothèque     Nationale de France (site Richelieu)
- Musée Méditerranéen     de la Fondation Orestiadi (Sicile)
- Collections     privées en France, Belgique, Espagne et États-Unis

Distinctions
- Carla et Dans     le cœur une hirondelle ont été multi primés dans les festivals

Bibliographie et sources secondaires
- « Rima     Samman », Revue Les Boutographies, mai 2025Charlotte Jean, « Rima     Samman », Process Magazine 37, Arles 2024
- « Le     passé pop de Rima Samman », Le Petit Bulletin, 25 novembre     2024
- Yasmine     Youssi, « Rima Samman, repérée », Télérama, 9-17octobre     2020
- Magali     Jauffret, « Rima Samman », L’Humanité, 8 décembre 2020
- Léna     Zalzal, « Rima Samman », L’Orient-Le Jour, 20 octobre 2020
- «     Revisited Photographs: The Emotional Journey of Rima Samman », This     Is Beirut, 27 décembre 2024[4].

Liens externes
- Site officiel de Rima Samman
- Page artiste – Filigranes Éditions
- Fiche ACID

Notes et références
1. ACID –     Association du Cinéma Indépendant pour sa Diffusion, « Rima Samman », consulté le 16 août 2025.
2. Filigranes     Éditions, « Rima Samman », consulté le 16 août 2025.
3. Ibid.
4. This Is     Beirut, « Revisited Photographs: The Emotional Journey of Rima     Samman », 27 décembre 2024.
5. Le Petit     Bulletin, « Le passé pop de Rima Samman »,     25 novembre 2024.